# Jesús Divino Obrero (título cardenalicio)
El título cardenalicio de Jesús Divino Obrero (en latín: Iesu Divini Opificis) es un título de cardenal instituido por el Papa Pablo VI en 1969.
La Iglesia indica que el título que se estableció el 1 de octubre de 1954 como un cura, dependiente de la Sagrada Familia Portuense. El 12 de marzo de 1955 el cardenal vicario Clemente Micara lo erigió parroquia, con el decreto vicarial "sollicitudine Paterna" y lo encomendó al clero diocesano de Roma. La propiedad es de la Obra Pontificia para la Preservación de la Fe y la provisión de nuevas iglesias en Roma.

## Titulares
- Paul Yü Pin (28 Abr 1969 - 16 Ago 1978)
- Vacante (1978-1983)
- Joseph Louis Bernardin (2 Feb 1983 - 14 Nov 1996)
- Christoph Schönborn, O.P. (21 Feb 1998-)

- Datos: Q1083374